# Кучеренко, Владимир Владимирович
Кучере́нко Владимир Владимирович (род. 26 декабря 1949, Севастополь) — художник-пейзажист.

## Биография
Владимир Кучеренко родился 26 декабря 1949 года в Севастополе.
После службы в армии работал цеховым художником, потом пробовал себя в рекламе, впоследствии пришёл в живопись. Учился заочно в Московском народном государственном университете им. Н. К. Крупской на отделении станковой живописи.
В 2000 году вступил в Национальный союз художников Украины. Постоянный участник городских, республиканских и международных выставок.

## Творчество
Особенность творчества Кучеренко заключается в том, что картины художник пишет не с натуры, а по воображению, используя пленэры только для набросков.
В 2011 году высокую оценку творчеству художника дал председатель Севастопольского отделения Национального союза художников Украины Иван Грищенко: «Кучеренко тот художник, который не работает с натуры, а работает в мастерской. Он свои вещи создаёт. Настоящий художник должен создавать. Я это больше ценю, чем художник, который вышел на натуру и удачно или не очень удачно списал пейзаж. А тут — я и холст. Он — гордость нашей организации».